# Міста Кувейту
Міста Кувейту.

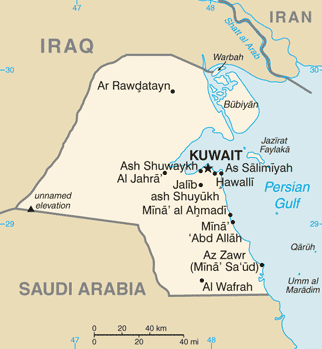
Міста Кувейту

У Кувейті налічується понад 40 міст із населенням більше 10 тисяч мешканців. 3 міста мають населення понад 100 тисяч, 8 міст - від 50 до 100 тисяч, 23 міста - від 25 до 50 тисяч. 
Нижче перелічено 5 найбільших міст 
| Назва          | Населення (2005) |
| -------------- | ---------------- |
| Джаліб-еш-Шуюх | 179 264          |
| Сальмія        | 145 328          |
| Хаваллі        | 106 992          |
| Джануб Чітан   | 92 646           |
| Ель-Фарванія   | 83 544           |